# Нове Село (Підкарпатське воєводство)
Нове Село (пол. Nowe Sioło)  — село в Польщі, у гміні Чесанів Любачівського повіту Підкарпатського воєводства.
Населення — 1245 осіб (2011).

## Історія
Всупереч назві, село має давнє коріння. Існувало вже з XV століття, а наприкінці наступного сторіччя на його теренах розміщують Чесанів, який перейняв роль центру. Місцезнаходженням власників була оборонна садиба в типі палаццо in fortezza, розташована між селом і містом. Розміщена була посередині бастіонних фортифікацій, типових для XVII століття. На даний момент є однією з найкраще збережених сучасних земляних укріплень в околицях Любачева. В оточенні її укріплень знаходиться тепер мурована садиба, збудована на місці більш ранньої у першій половині XIX ст.
Оборонні якості цих фортифікацій були протягом цього сторіччя багато разів використовувані. Також так могло бути під час татарського нападів у 1672 році. Відомо, що в той час загарбники спустошили місцеву руську святиню. Свій слід в місцевій традиції залишила битва з татарами, виграна 7 жовтня згаданого року під Чесановим військом гетьмана Яна Собєського. Пам'яткою по цій події була могила, коронована хрестом.

### Пам'ятки
Зруйнована тепер садиба з першої половини XIX століття, якої останніми власниками були Гноїнські, а також довколишні земляні фортифікації і парк, становлять велику культурну цінність.

### Новітня історія
До 1 листопада 1918 р. село належало до Чесанівського повіту Королівства Галичини та Володимирії Австро-Угорської імперії. Після короткочасного період ЗУНР окуповане польським військом.
За обрахунками В. Кубійовича на 01.01.1939 в селі проживало 2.670 мешканців, у тому числі 1.900 українців-грекокатоликів, 260 поляків (у присілку Фільварки), 430 українців-римокатоликів (у властивому селі) і 80 гебреїв. Село входило до ґміни Чесанів Любачівського повіту Львівського воєводства Польської республіки.
Після Другої світової війни польська влада проводила терор і вбивства українців, внаслідок чого восени 1945 р.більшість українців виїхали в СРСР, а тих, що залишились (240 осіб) — поляки грабували (зграбовано 24 корови, 26 коней, 97 голів дрібної худоби, 8800 кг збіжжя, спалено 22 господарства), а в 1947 році в рамках акції Вісла депортовано на понімецькі території Польщі вбите або вивезене зі своєї історичної батьківщини. Жителі села в рядах ОУН і УПА чинили опір етноциду.
Станом на 2006 рік у селі мешкає 1300 осіб.
У 1975—1998 роках село належало до Перемишльського воєводства.

## Населення
Демографічна структура станом на 31 березня 2011 року:
|          | Загалом | Допрацездатний вік | Працездатний вік | Постпрацездатний вік |
| -------- | ------- | ------------------ | ---------------- | -------------------- |
| Чоловіки | 611     | 132                | 415              | 64                   |
| Жінки    | 634     | 124                | 368              | 142                  |
| Разом    | 1245    | 256                | 783              | 206                  |

## Культові споруди
У центрі села знаходиться парафіяльна церква св. пророка Іллі (мурована, 1907 р.), з мурованою дзвіницею (1865 р.). Село належало до Чесанівського деканату Перемиської єпархії. Після 1947 року стояла деякий час закритою, нині в користуванні римо-католиків. Збереглися фрагменти іконостасу та декілька ікон. Парафіяльний цвинтар у центрі села, нині використовуваний римо-католиками, з численними українськими пам'ятниками надгробного каменярства (XIX—XX ст.), переважно бруснянського типу.

## Народилися
- Грабець Омелян — полковник УПА, командир «УПА-Південь»
- Щирба Василь — командир сотні «Месники-1» ТВ-27 «Бастіон» ВО-6 «Сян».